# Ryan Hill
Ryan Hill (* 31. Januar 1990 in Hickory, North Carolina) ist ein ehemaliger US-amerikanischer Leichtathlet, der sich auf den Langstreckenlauf spezialisiert hat. Seinen größten Erfolg feierte er mit dem Gewinn der Silbermedaille über 3000 Meter bei den Hallenweltmeisterschaften 2016 in Portland.

## Sportliche Laufbahn
Ryan Hill wuchs in North Carolina auf und absolvierte ein Studium an der North Carolina State University. Erste internationale Erfahrungen sammelte er bei den Crosslauf-Weltmeisterschaften 2009 in Amman, bei denen er nach 26:04 min auf den 52. Platz im Juniorenrennen gelangte. 2013 startete er im 5000-Meter-Lauf bei den Weltmeisterschaften in Moskau und belegte dort mit 13:32,69 min im Finale den zehnten Platz. 2015 gelangte er bei den Weltmeisterschaften in Peking mit 13:55,10 min im Finale auf Rang sieben und im Jahr darauf gewann er bei den Hallenweltmeisterschaften in Portland in 7:57,39 min die Silbermedaille im 3000-Meter-Lauf hinter dem Äthiopier Yomif Kejelcha. 2017 erreichte er bei den Weltmeisterschaften in London das Finale über 5000 Meter, ging dort aber nicht mehr an den Start. Bis 2023 bestritt er noch vereinzelt Wettkämpfe, ehe er seine aktive Karriere im Alter von 33 Jahren beendete.
2015 wurde Hill US-amerikanischer Meister im 5000-Meter-Lauf sowie 2016 im 5-km-Straßenlauf. 2015 wurde er Hallenmeister über 2 Meilen und 2016 über 3000 Meter.

## Persönlichkeiten
- 1500 Meter: 3:35,59 min, 16. Juli 2016 in Heusden-Zolder
  - 1500 Meter (Halle): 3:39,50 min, 16. Februar 2013 in New York City
  - Meile (Halle): 3:54,89 min, 16. Februar 2013 in New York
  - 2000 Meter (Halle): 5:05,77 min, 31. Januar 1986 in Bloomington
- 3000 Meter: 7:30,93 min, 27. August 2016 in Saint-Denis
  - 3000 Meter (Halle): 7:34,87 min, 8. Februar 2014 in Boston
  - 2 Meilen (Halle): 8:11,56 min, 11. Februar 2017 in New York
- 5000 Meter: 13:05,69 min, 11. September 2015 in Brüssel
  - 5000 Meter (Halle): 13:07,61 min, 26. Februar 2017 in Boston